# Чемпионат России по самбо 2007
Чемпионат России по самбо 2007 года среди мужчин проходил в городе Кстово с 15 по 18 марта.

## Медалисты
| Весовая категория | Золото                                  | Серебро                                   | Бронза                                                                         |
| ----------------- | --------------------------------------- | ----------------------------------------- | ------------------------------------------------------------------------------ |
| до 52 кг          | Беслан Мудранов Краснодарский край      | Алексей Егоров Свердловская область       | Валерий Сороноков Свердловская область Денис Черенцов Кемеровская область      |
| до 57 кг          | Тимур Галлямов Свердловская область     | Евгений Аксаментов Свердловская область   | Александр Мурысев Нижегородская область Леонид Малоземов Нижегородская область |
| до 62 кг          | Илья Хлыбов Свердловская область        | Константин Данильченко Краснодарский край | Олег Рочев Пермский край Вардан Арутюнян Свердловская область                  |
| до 68 кг          | Николай Самойлов Тульская область       | Максим Симанов Нижегородская область      | Виталий Сергеев Москва Мурат Кодзоков Кабардино-Балкария                       |
| до 74 кг          | Александр Шаров Нижегородская область   | Дмитрий Лебедев Свердловская область      | Артём Артемьев Москва Илья Лебедев Свердловская область                        |
| до 82 кг          | Владимир Приказчиков Москва             | Раис Рахматуллин Нижегородская область    | Алексей Филиппов Нижегородская область Алексей Харитонов Пензенская область    |
| до 90 кг          | Альсим Черноскулов Свердловская область | Павел Шкапов Нижегородская область        | Виктор Стороженко Приморский край Иван Орлов Пермский край                     |
| до 100 кг         | Евгений Исаев Пермский край             | Сергей Самойлович Калининградская область | Константин Ратько Владимирская область Азмет Джаримок Адыгея                   |
| свыше 100 кг      | Михаил Старков Свердловская область     | Сергей Борискин Рязанская область         | Андрей Ивкин Москва Адам Делок Адыгея                                          |